# Gabriel Avilés
Gabriel Avilés, né le 1er juillet 1989 à Managua au Nicaragua, est un joueur de football international nicaraguayen, qui évolue au poste de milieu de terrain.

## Biographie

### Carrière en club
Gabriel Avilés joue principalement en faveur de l'América Managua et de l'UNAN Managua.

### Carrière en sélection
Gabriel Avilés reçoit deux sélections en équipe du Nicaragua lors de l'année 2009, sans inscrire de but.
Il participe avec l'équipe du Nicaragua à la Gold Cup 2009 organisée aux États-Unis. Lors de ce tournoi, il joue deux matchs : contre la Guadeloupe, et le Panama.